# Celastrus monospermus
Celastrus monospermus là một loài thực vật có hoa trong họ Dây gối. Loài này được Roxb. mô tả khoa học đầu tiên năm 1824.